# فهرست فرودگاه‌های سنت بارثلمی
این مقاله شامل فهرست فرودگاه‌های سنت بارثلمی است که بر پایهٔ مکان قرارگیری آن‌ها مرتب شده است.

## جستارهای وابسته

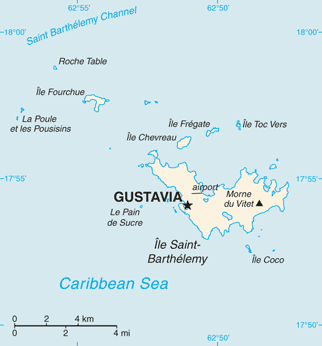
نقشهٔ سنت بارثلمی به‌همراه موقعیت فرودگاه‌ها.

## فهرست
| مکان                  | ایکائو | یاتا | نام فرودگاه                            | کاربری     | مختصات                                                         |
| St. Jean، سنت بارثلمی | TFFJ   | SBH  | فرودگاه گوستاف ۳ (or فرودگاه گوستاف ۳) | Restricted | ۱۷°۵۴′۱۶″ شمالی ۰۶۲°۵۰′۳۸″ غربی / ۱۷٫۹۰۴۴۴°شمالی ۶۲٫۸۴۳۸۹°غربی |